# Plurella kottae
Plurella kottae är en sjöpungsart som beskrevs av Monniot 1996. Plurella kottae ingår i släktet Plurella och familjen Plurellidae. Inga underarter finns listade i Catalogue of Life.